# Gemaal Mr. Dr. C.P. Zaayer
Gemaal De Zaayer is een gemaal in de Nederlandse stad Maassluis, dat als boezemgemaal wordt gebruikt. Het gemaal werd gebouwd van 1926 tot 1928 door het Hoogheemraadschap van Delfland en is ontworpen door Ir. A.C. Kolff. Het is met een capaciteit van 2,2 miljoen liter water per minuut het grootste boezemgemaal van het Hoogheemraadschap Delfland. Het boezemwater wordt vanuit de Boonervliet aangevoerd, waarna het wordt geloosd op het Scheur.
Bij de oplevering op 18 februari 1928 bevonden zich in het gebouw twee grote dieselmotoren, die twee schroefpompen aandreven. Deze zijn in 1958 vervangen door modernere en kleinere achtcilinder dieselmotoren. In 2003 is de installatie, inclusief de pompen, vervangen door twee elektromotoren die geregeld kunnen worden tot een maximum van 2,2 miljoen liter per minuut. Dat is het dubbele van de capaciteit die het gemaal voor de modernisering had. Gemaal De Zaayer kan nu ook op afstand worden bediend.
Het gemaal is, samen met de bijbehorende dienstwoningen, een rijksmonument.